# 日当
日当 （にっとう、英：Per diem ラテン語では「一日」"per day" または「日ごと」"for each day"の場合、またはdaily allowance）は、仕事のために旅行するとき生活費をカバーするために、1日あたりの従業員に支給する具体的な費用。
旅費日当、出張日当とも呼ばれ、出張中で旅費、宿泊費に含まれていない少額の諸雑費の支払いにあてるものの意味。出張中の出費費用を会社が実費弁償するために支給するもの。
出張前に交通費や宿泊費はあらかじめ申請が行えるが、想定外の費用が発生したときに対応ができない。日当は精神・肉体的疲労に対する慰労や基本的に「雑費」としての意味合いが強く、想定外出費が発生したときに補填する目的もある。会社の役員や従業員が出張を行った場合、通常の給与と違い非課税所得となるため、受け取る役員・従業員に税金がかからず会社側も旅費、交通費などで経費に算入できるため節税となる。
日当には、発生した費用の一部またはすべてを含めることができ、たとえば宿泊施設（領収書の提示時に払い戻しが可能）を除外し、食事のみをカバーする場合もある。特に自動車による旅行は、多くの場合、米国のビジネスマイルの払い戻し率など、移動距離によってのみ決定される料金で払い戻される。
固定日当 （およびマイル ）レートにより、従業員が詳細な経費報告書を準備する必要がなくなり、雇用主が出張中に費やした金額を記録するための支出をサポートする詳細な経費報告書を精査する必要がなくなる。代わりに雇用主は実際の支出に関係なく、従業員に標準日給を支払う。

## 日本
企業で役職ごとの基準や金額などを規定して出張旅費規程を作成しこれにもとづいて日当を支給することで節税が可能であるが、旅費日当として支給する金額はその出張について通常必要であると認められる位の金額でなければ非課税とは認められない。通常必要と認められる金額を超えるものについては給与として課税されてしまう。
非課税とされる旅費の範囲については、所得税法基本通達9-3で以下のように規定されている。ただし、1.に適正なバランスという記述があるが、これは役職などによって金額の基準を設けている企業が多い。条文2.では旅費日当の適正な額について、同業他社などの金額と比較して高額すぎない金額でなければいけないという趣旨の文章である。
日当はこうした出張旅費規程を作成してからでないと、その金額は給与として課税されることになる。また日当は役員のみ等限定支給はできなく、全体的に負担が増えることも考慮が必要。
建設系の調査・測量・設計及び計画業務の積算では、現地作業、打合せ旅費　現地作業・現地調査及び打合せ等に必要な経費である旅費交通費は鉄道運賃などの交通費、宿泊費（普通旅費・滞在日額旅費）の他に日当（現地作業・調査及び打合せ等）で構成され、現地作業、打合せ及び旅行日に係る技術者の基準日額は、直接人件費に計上される（例えば）。
国土交通省系の業務では日当・宿泊料は、国土交通省所管旅費取扱規則及び国土交通省日額旅費支給規則による場合で計上している。旅費交通費は普通旅費相当分の基準日額＋日当＋鉄道運賃等＋1泊分の宿泊料と、滞在日額旅費相当分（宿泊料×必要日数）となる。具体の日当・宿泊料は、測量業務等積算資料などで職種ごとに定められ、宿泊料は「旅館に宿泊する場合」を適用している。なお、「国家公務員等の旅費に関する法律」に定められた地域では、甲地方と乙地方の区分がある。
旅費交通費の算定においては、普通（日額）旅費については積算上計上しないものとしていたり、滞在日数で区分している（国土地理院など）日当（普通旅費）は、宿泊を伴う場合で、積算上の基地から目的地への往復に要した日数について計上し、計上する日当については、2分の1日当を原則としている（例えば環境省の場合）。

## イギリス
1日の固定額として支払われる宿泊費と生活費（食事）の支払いは、HM歳入関税庁 （HMRC）によって「スケールレート費用の支払い」として説明されている。HMRCガイダンスでは「日当ごと」という用語は使用していないが、一部の組織で使用されている 。HMRCは英国内旅行について所得税目的でのスケールレートの支払いを許可し、海外旅行についてもそのような支払いの分配を許可している 。

## アメリカ
米国の企業および組織は、General Services Administrationが発行する日当ごとの料金ガイドを使用している。これは、米国の多くの都市の料金を提供しており 雇用者が年末に従業員の収入をW-2で報告する場合、日当ごとの金額を含める必要があるのは、それが非会計計画に基づいて支払われる場合、または説明責任の下で支払われる場合のみである。説明責任プランの下で支払われた日当ごとW-2報告が必要な場合、日当の実証された部分は「その他」の下で課税所得とは別にリストされ、課税対象外'となる。非会計計画の下で従業員に支払われた、または説明責任プランの下で支払われた立証されていない日当ごとの支払いは、課税所得としてW-2のボックス1に含まれている（フォームW-2およびW-3の手順については、IRS出版物を参照。） 。

## ロシア
ロシアの日当は通常、会社によって設定されるが、法律に従って、ロシア旅行の場合は700 RUR、ロシア国外の旅行の場合は2500 RURより低くすることはできない。従業員がホテルの代金を現金または支払いカードで支払う場合、レジの領収書（kassovy check）を保管する必要がある。事業体によるレジの使用を規制する規制により、特定の納税者は、印刷されたレジの領収書の代わりに、販売時点で手書きの領収書（kvitantsia）の作成が可能。手書きの領収書（kvitansia）は通常、レジの領収書と同じ情報を含み、費用の十分な証拠として扱われる。

## ドイツ
ドイツでは、日当手当ごとに、ドイツ所得税法の規定に従って計算されている。この法律は、労働者が訪問している場所に基づいて一時的な場所を支払わなければならない日当額と滞在期間を設定する。料金は見直され、通常は毎年増加する。旅費の払い戻しは、旅の6か月以内（旅の完了後の最初の日から）に請求する必要があり、この期間を過ぎると、旅費は請求できない。

## ケニア
ケニア所得税法のセクション5（2）（a）は、雇用または提供されたサービスに関して従業員が受け取った生活費、旅行費、接待費、またはその他の手当に税金を課している。ただし、そのように受け取った金額が従業員への「払い戻しを表す」とコミッショナーが解釈した場合は、課税対象とはならない。

## 国連開発計画
国連の日当（DSA）はUNDPにおいて、宿泊、食事、チップ、宿泊場所から公務の最初の場所までの輸送費用およびその料金に対する合計拠出金、および提供された個人サービスに対するその他の支払いで構成される。

## 参照資料
1. ↑  日本では例えば、　産労総合研究所による役職別の日当の平均金額がある
2. ↑  Warwick University, Human Resources - Payroll: Per Diem Rates (Countries A-C)
3. ↑  HMRC: EIM05200 - Employment income: scale rate expenses payments: general
4. ↑  HMRC: Employment income: scale rate expenses payments: accommodation and subsistence payments to employees travelling outside the UK
5. ↑  "Per Diem Rates Overview", US GSA
6. ↑  “General Instructions for Forms W-2 and W-3”. 2016年7月15日閲覧。
7. ↑  bundesfinanzministerium.de, Einkommensteuergesetz.